# Joseph Ferriola
Joseph Ferriola (1927-1989), também conhecido como Joe Nagall, foi um mafioso estadunidense chefe da Máfia de Chicago de 1986 a 1989.
Em 1970, Ferriola e outros quatro mafiosos foram condenados por conspirar para a operação de uma guadrilha interestadual de jogos. Por isso foi sentenciado a cinco anos de prisão, mas só cumpriu cerca de três anos. Mais tarde se tornou um dos principais chefes da máfia. Durante sua carreira na máfia foi chefe do grupo de Cicero, baseado em Cicero (Illinois). Seu grupo esteve envolvido com atividades como extorsão, agiotagem e apostas ilegais.